# Nezameddin Faghih
Nezameddin Faghih (persa: نظام الدین فقیه) el titular de la cátedra, Cátedra UNESCO de Emprendimiento, es un científico contemporáneo de la ciencia de los sistemas, matemático aplicado, y escritor. Nació en 1953 en Estahbán, en la provincia iraní de Fars. El profesor Faghih ha publicado numerosos libros académicos en una amplia gama de áreas interdisciplinarias, desde sistemas de ciencia y matemáticas aplicadas hasta misticismo.

## Libros publicados
Algunos de los libros escritos o coescritos por el profesor Faghih son:·
- Entrepreneurship Viability Index: A New Model Based on the Global Entrepreneurship Monitor (GEM) Dataset (https://www.springer.com/us/book/9783030546434 )
- Globalization and Development: Economic and Socio-Cultural Perspectives from Emerging Markets (https://www.springer.com/us/book/9783030143695 )
- Globalization and Development: Entrepreneurship, Innovation, Business and Policy Insights from Asia and Africa (https://www.springer.com/us/book/9783030117658 )
- Entrepreneurship Ecosystem in the Middle East and North Africa (MENA): Dynamics in Trends, Policy and Business Environment (https://link.springer.com/book/10.1007/978-3-319-75913-5 )
- Entrepreneurship Education and Research in the Middle East and North Africa (MENA): Perspectives on Trends, Policy and Educational Environment (https://link.springer.com/book/10.1007/978-3-319-90394-1 )
- Manufactura integrada por computador[5]
- Gestión y organización (evolución de los conceptos y teorías)[6]
- Predicción de fallas en las líneas de producción, el uso de inteligencia artificial (Aplicación de Redes Neuronales Artificiales)[7]
- Dinámica de sistemas: Principios e identificación[8]
- Las ideas científicas en el Masnaví de Rumi[9]
- El amor y el Universo[10]
- Fiabilidad difusa en Sistemas Industriales[11]
- Aplicación de la lógica difusa en exámenes de opción múltiple[12]
- Mejorar la gestión del abastecimiento de agua en las zonas urbanas[13]
- Fundamentos de la simulación del sistema[14]
- Aplicación de la lógica difusa en el control de calidad[15]
- Cambio y desarrollo en los sistemas humanos: A la criptografía moderna[16]
- Autoevaluación en la Fundación Europea para la Gestión de la Calidad[17]
- Rumi y las perspectivas científicas modernas[18]
- El caos y los fractales en sistemas dinámicos[19]
- Sobre la transferencia de ciencia y tecnología[20]
- Uso de pronósticos de series de tiempo para el consumo de energía[21]
- Mejora de gestión de operaciones: Agua y saneamiento[22]
- Ingeniería de calidad y fiabilidad[23]
- Lógica difusa y cultura de tráfico[24]
- Ingeniería de mantenimiento[25]
- Los algoritmos genéticos en la planificación (inspecciones preventivas)[26]
- Gestión de calidad[27]
- Fundación Europea para la Gestión de la Calidad: Guía para los solicitantes[28]
- El estrés en el trabajo: el control y gestión[29]